# エフレン・レイズ
エフレン・レイズ（Efren Reyes、エフレン・レイエスとも。1954年8月26日 - ）はプロビリヤード選手。フィリピン・パンパンガ州出身。同州アンヘレスに居住。愛称は「BATA」。魔法のように自由に球を操ることから「The Magician」とも呼ばれる。卓越したその技量から「ビリヤードの神様」と形容される。

## 来歴・人物
エフレン・レイズことエフレン・ティンボル・レイエス(Efren Timbol Reyes)はパンパンガ州メチーコ(メキシコとも)町カラバーサにある理容師の家に生まれた。フィリピンの多くの家庭がそうであるように貧しい家庭であり、父親は出稼ぎをするためにマニラへ移住することになった。エフレンが5歳のときである。エフレンはこれについていった。移住先のマニラでは伯父がビリヤード場「Lucky 13」(小マニラ市サンタクルス)を経営しており、そこで初めてビリヤードと出会う。初めてキューを握ったのは8歳。台に背が届かないため、コカ・コーラのケースを踏み台にしてプレイしていた。練習は商売の邪魔とならないよう、開店前の時間と閉店後から未明にかけて行っていた。疲れ果てて台の上で寝てしまったこともあったという。
エフレンは学校へ行きながらバイトをしてお金を稼いでいたが、フィリピンでは日常的に行われている「賭けビリヤード」でお金を稼ぐプレイヤー達を見かけ、ポケットビリヤードを仕事にしようと決意、学校を退学した。9歳になるまでには腕前を上げ、スポンサーがついた。12歳のとき、フィリピンナンバー2と言われたプレイヤーを倒して国内で知られるようになる。こうして賭けビリヤードで大人たちを次々と倒して金を稼ぐようになっていた。タガログ語で「子供」を意味する"BATA"(バタ)の愛称はこの頃つけられたものである。これは彼が働いていたビリヤード場「Lucky 13」の常連に同名のエフレンがいたためで「子供の方のエフレン」という意味である。「エフレン・バタ」の噂はたちまち評判になり、専属マネジャーがついた。
10代の終わり頃になるとナインボールでは対戦相手から敬遠されるようになってしまっていたため、ポケットビリヤードから距離をおいてキャロム・ビリヤードをプレイしてテクニックに磨きをかけた。しばしば観衆を驚かせるエフレンの空クッションによるピンポイントセーフティはこの頃に身に付けた。24歳になる頃までにはポケットビリヤード、キャロムビリヤードを問わずギャンブルで無類の強さを発揮した。
25歳で初来日。第12回全日本選手権に出場し、ナインボールの部で奥村健を破って優勝。ローテーションの部でも3位に入賞した。31歳でアメリカのプロツアー「Red's 9-Ball Open」に「セザール（英語読みでシーザー）・モラレス」という偽名で参加して優勝、優勝賞金10,500ドルを獲得。この優勝でアメリカのトッププロ達に衝撃を与え、全米でも名を知られるようになる。翌年の1986年、プヤットグループが開催するイベントに参加したことがきっかけとなり、プヤットグループはエフレンのスポンサーとなった。この年からアメリカでも本格的に転戦を始める。
33歳のとき、半年間のプレーでアメリカの男子プロ団体MPBA(Men's Professional Billiards Association)で5位となった。34歳のとき、「McDermott Masters」で優勝する。35歳のとき、第3回北陸オープンで優勝。翌年、第23回全日本選手権(ナインボールの部)においてアール・ストリックランドを破って優勝、翌々年の第24回全日本選手権(競技種目がナインボールのみとなる)では準優勝した。
1994年にはUSオープンで優勝し、アメリカ国籍プレイヤー以外で初のチャンピオンとなった。翌年の1995年から3年間、USオープンでは準優勝で終わり、後にCUE'Sのインタビューで「1996年から1998年の間はファイナルで負けが続き、スランプを感じていた」と語った。
1996年に香港で開催されたイベント「The Color of Money」ではアメリカの天才プレイヤーアール・ストリックランドとナインボール120セット先取りで対決。3日間の激闘の末、120対117というスコアで勝利、優勝賞金10万ドルを獲得した。終盤は104-87という大差で離されていたが徐々に調子を上げて逆転勝利を収めた。
1999年、世界ナインボール選手権で初優勝。テレビ中継されたこの試合によってフィリピンにおけるビリヤード人気を後押しした。この年は第32回全日本選手権でも優勝した。
2001年、当時のポケットビリヤード史上で最高の優勝賞金2,000万円が用意された「東京ナインボール」で優勝する。2002年、第14回釜山アジア競技大会にフィリピン代表選手として参加、スリークッション、エイトボール・シングルスに参戦し、エイトボール・シングルスで銅メダルを獲得。同年に開催された「International Challenge of Champions」で優勝し、5万ドルを獲得する。
2003年、フィリピンの国民的映画俳優で「映画王」の異名を取るフェルナンド・ポー・ジュニアとビリヤードを題材としたコメディ映画「PAKNERS」(Pertnersが訛ったタガログ英語)で共演し話題となった。映画出演のオファーはたくさん来るが、エフレンにとってスターである俳優と共演できるチャンスだからこそ、この映画出演を引き受けたという。マルクス・シュマット、ベンクト・ジョナス・ジョナスソン(Bengt Jonas Jonasson)(共にスウェーデン出身)といったビリヤード・プレイヤーとも共演した。
同年、アメリカ国籍プレイヤー以外で初となるアメリカビリヤード協会（BCA：Billiard Congress of America）の殿堂入りを果たした。

## 主な成績
- 1979年
  - 全日本選手権
    - ナインボールの部 優勝
    - ローテーションの部 3位
- 1985年
  - Red's 9-Ball Open 優勝
- 1986年
  - Sands Regency Open 優勝
- 1988年
  - McDermott Masters 優勝
- 1988年
  - 第3回北陸オープン 優勝
- 1990年
  - 全日本選手権
    - ナインボールの部 優勝
- 1991年
  - 全日本選手権 準優勝
- 1994年
  - U.S.オープン（U.S. Open 9-Ball Championship）優勝
- 1995年
  - U.S.オープン（U.S. Open 9-Ball Championship）準優勝
- 1996年
  - U.S.オープン（U.S. Open 9-Ball Championship）準優勝
  - The Color of Money 9-Ball勝利
- 1997年
  - U.S.オープン（U.S. Open 9-Ball Championship）準優勝
- 1998年
  - Camel South Jersey 10-Ball Open 優勝
- 1999年
  - 世界ナインボール選手権 優勝
  - 全日本選手権 優勝
  - World Pool Championship 優勝
- 2001年
  - 東京ナインボール 優勝（当時のポケットビリヤード史上最高賞金2000万円獲得）
- 2002年
  - チャレンジオブチャンピオンズ 優勝
  - 東京ナインボール 優勝
  - ワールドプールマスターズ 準優勝
  - アジア競技大会(エイトボールシングルス) 銅メダル獲得
  - アジアナインボールツアー(第2戦) 優勝
- 2003年
  - 全日本選手権 優勝
  - 東京ナインボール 準優勝
  - San Miguel Asian 9-Ball Tour(第2戦) 優勝
- 2004年
  - 世界エイトボール選手権 優勝
  - ダービーシティークラシック 総合優勝
    - ワンポケット部門 優勝
    - ナインボール部門 準優勝
    - マスターオブテーブル獲得

  - 世界オールスターチーム戦 優勝
  - San Miguel Asian 9-Ball Tour シリーズチャンピオン
- 2005年
  - ジャパンオープン 優勝
  - IPT King of the Hill 8-Ball Championship 優勝（当時のポケットビリヤード史上最高賞金20万ドル獲得）
  - アジアナインボールツアー
    - 第1戦 優勝
    - 第2戦 優勝
    - 第3戦 3位
    - 第4戦 優勝

  - ダービーシティークラシック
    - ワンポケット競技 優勝
    - ナインボール競技 準優勝
    - マスターオブテーブル獲得
- 2006年
  - IPT ワールドエイトボールチャンピオンシップ 優勝（当時のポケットビリヤード史上最高賞金50万ドル獲得）
  - ワールドカップオブプール 優勝
  - ダービーシティークラシック(ワンポケット競技) 優勝

## メディア出演

### 新聞・雑誌
- 朝日新聞(2007年7月24日)
- TIME「過去60年間のアジアの偉人」

### 映画
- PAKNERS

### DVD
- レイズ徹底解剖